# FS E.402A
Die E.402A ist eine Elektrolokomotivbaureihe der italienischen Staatsbahnen Ferrovie dello Stato (FS), von der zwischen 1994 und 1996 insgesamt 45 Fahrzeuge gebaut wurden.

## Geschichte

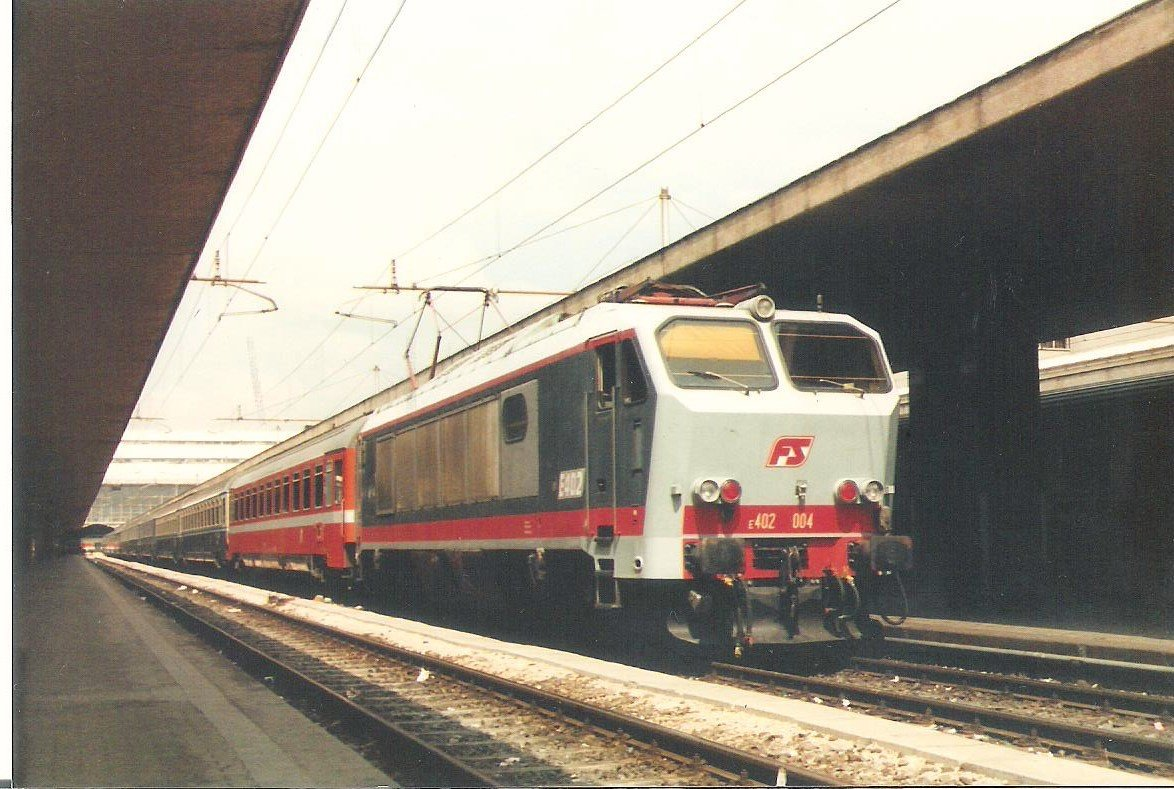
Vorserienlokomotive E.402.004 im Bahnhof Roma Termini, 1992

Nachdem die FS ihre vollelektronischen Chopper-Elektrolokomotiven mit Gleichstrommotoren der Baureihe E.632 ausgiebig getestet und weitere davon abgeleitete Bauserien in Auftrag gegeben hatten, entschlossen sie sich parallel dazu, die zu Beginn der Achtzigerjahre noch neue Drehstromtechnik zu erproben. In Zusammenarbeit mit Ansaldo Breda entwickelten sie eine neue Elektrolokomotivgattung, die sowohl schwere Güterzüge bespannen als auch 200 km/h erreichen können sollte. Nach dem 1985 ausgelieferten Versuchsträger E.402.000 entstanden fünf Vorserienlokomotiven (E.402.001–005) mit an die E.632 angelehntem Design. Nach ihrer Erprobung wurden 40 Serienlokomotiven mit einem neu gestalteten, windschnittigeren Wagenkasten gebaut, die die Betriebsnummern E.402.006 bis 045 erhielten.
Die E.402A verfügt über Chopper zur Stabilisierung der Eingangsspannung und dreistufige Wechselrichter für jedes Drehgestell. Die 40 Serienlokomotiven verkehrten bis 2019 im regulären Dienst bei der FS. Obwohl sie auch für schwere Güterzüge vorgesehen waren, gehören sämtliche Maschinen der Baureihe zum Unternehmensbereich Fernverkehr, sie wurden fast ausschließlich vor schnellfahrenden Reisezügen eingesetzt. Auch mehrere Vorserienmaschinen wurden technisch den Serienlokomotiven angeglichen und gemeinsam mit diesen eingesetzt.
Um dem aktuellen Einsatzprofil besser gerecht zu werden und Probleme mit der mittlerweile 20 Jahre alten Wechselrichtertechnik zu beseitigen, modernisierte die Trenitalia die Lokomotiven der Reihe E402A im Jahr 2019 tiefgreifend. Sie wurden zu Triebköpfen für Intercity-Wendezüge umgebaut. Dabei wurde ein Führerstand nach dem Vorbild der Reihe E.464 entfernt und durch ein neues Kastenende mit senkrechter, über das Kopfstück vorgezogener Stirnwand mit einem Gummiwulst-Wagenübergang ersetzt, außerdem erhalten die Lokomotiven eine komplett neue Leistungselektronik. Die umgebauten Lokomotiven erhielten die neue Baureihenbezeichnung E.401.

### Weiterentwicklung
Aus der E.402A entstand die weiterentwickelte E.402B, die Maschinen dieser Reihe sind zweisystemfähig für 3 kV Gleich- sowie 25 kV Wechselspannung und damit auch auf dem italienischen Schnellfahrstrecken einsetzbar. Sie wurden zwischen 1997 und 2000 geliefert.